# Alectoris
Genul Alectoris este un gen de păsări din familia  fazianidelor (Phasianidae), subfamilia perdicinelor (Perdicinae) care include 7 specii de potârnichi.

## Specii
1. Alectoris barbara - Potârnichea berberă, Potârnichea Sarda, Potârnichea de stâncă mediteraneană
2. Alectoris chukar - Potârnichea Chukar, Potârnichea orientală
3. Alectoris graeca - Potârnichea de stâncă
4. Alectoris magna - Potârnichea lui Przevalski
5. Alectoris melanocephala - Potârnichea cu cap negru
6. Alectoris philbyi - Potârnichea lui Philby
7. Alectoris rufa  - Potârnichea cu picioare roșii

În România se găsește numai o singură specie - Potârnichea de stâncă (Alectoris graeca)